# Porsmattvävare
Porsmattvävare (Kaestneria pullata) är en spindelart som först beskrevs av O. Pickard-Cambridge 1863.  Porsmattvävare ingår i släktet Kaestneria och familjen täckvävarspindlar. Arten är reproducerande i Sverige. Inga underarter finns listade i Catalogue of Life.